# Joseph de Sevin
Joseph Marie Xavier de Sevin (10. března 1894, Toulouse – 7. listopadu 1963) byl 26.–37. nejúspěšnějším francouzským stíhacím pilotem první světové války s celkem 12 uznanými sestřely.
Za války sloužil u jednotek N.12 a SPA.26.
Během války získal mimo jiné tato vyznamenání: Légion d'honneur a Croix de Guerre.